# Мэттьюз, Винсент
Винсент «Винс» Эдвард Мэттьюз (род. 16 декабря 1947 года, Куинс, Нью-Йорк, США) — американский легкоатлет, спринтер, чемпион Олимпийских игр 1968 года в эстафете 4×400 метров и Олимпийских игр 1972 года в беге на 400 метров.
Мэттьюз был одним из лучших американских длинных спринтеров. Он впервые заявил о себе в середине 1960-х годов и стал известен ожесточённым соперничеством с будущим олимпийским чемпионом и мировым рекордсменом Ли Эвансом. Соперники встречались на беговой дорожке ещё в подростковом возрасте.
В 1967 году Мэттьюз пробежал 400-метровую дистанцию за 45,0 с, завоевал золото панамериканских игр в эстафете 4×400 метров (вместе с Ли Эвансом, Эмметтом Тейлором и Альбертом Стинсоном) и серебро на дистанции 400 м, где проиграл только Ли Эвансу.
В 1968 году за две недели до отборочного турнира в олимпийскую сборную США Мэттьюз показал в Эхо-Саммит результат 44,4 с, что было на 0,1 секунду лучше мирового рекорда Томми Смита. Этот результат, однако, не был ратифицирован в качестве мирового рекорда, так как Мэттьюз бежал в нестандартной обуви.
Во время отборочного турнира в олимпийскую сборную США 1968 года Мэттьюз занял четвёртое место, поэтому на Олимпиаде в Мехико участвовал только в эстафете, где вместе с Роном Фрименом, Ларри Джеймсом и Ли Эвансом завоевал золотую медаль с мировым рекордом 2.56,16, который был превзойдён только 24 года спустя. Во время установления рекорда Мэттьюз бежал на первом этапе эстафеты.
После Олимпиады 1968 года Мэттьюз ушёл из большого спорта, однако в 1972 году вернулся, занял третье место в отборочных соревнованиях в олимпийскую сборную США после Джона Смита и Уэйна Колетта, оставив на четвёртом месте своего старого соперника Ли Эванса. В Мюнхене в финале бега на 400 м он произвёл сенсацию, став олимпийским чемпионом с результатом 44,66 с. Уэйн Колетт занял второе место с результатом 44,80 с, Джон Смит к финишу не пришёл, так как в самом начале дистанции получил травму подколенного сухожилия.
Во время церемонии награждения Мэттьюз и его товарищ по команде Уэйн Колетт организовали антирасистское выступление, выразившееся в демонстративном пренебрежении к американскому флагу и гимну и жестах «Black Power» (поднятая вверх рука со сжатым кулаком) по направлению к зрителям. Аналогичное выступление на предыдущей Олимпиаде в Мехико организовали золотой и бронзовый призёры в беге на 200 метров Томми Смит и Джон Карлос. За это выступление Мэттьюз и Колетт (так же, как Смит и Карлос за 4 года до этого) были исключены из команды США и выставлены из олимпийской деревни. В результате сборная США не смогла собрать команду для эстафеты 4×400 м и не участвовала в этой дисциплине.
Информационное агентство Associated Press заметило, что поведение Мэттьюза и Колетта на церемонии было «неуважительным» и описала происшедшее следующими словами:
«Колетт, босой, запрыгнул со второго места предестала на первое и встал рядом со своим товарищем. Они стояли боком к флагу, вертели в руках медали, Мэттьюз потирал рукой подбородок. Их плечи были опущены, никто из них не стоял прямо и не смотрел на флаг. …Свист [с трибун] продолжался, и тогда Колетт у входа в раздевалку поднял по направлению к толпе руку со сжатым кулаком».
Оригинальный текст (нем.)«Collett, bare-footed, leaped from the No. 2 tier to the No. 1 stand beside his teammate.  They stood sideways to the flag, twirling their medals, with Matthews stroking his chin. Their shoulders slumped, neither stood erect nor looked at the flag. ... As whistles and catcalls continued, Collett raised a clenched fist to the crowd before entering the portal of the dressing room».